# Nyamugari (periodiskt vattendrag)
Nyamugari är ett periodiskt vattendrag i Burundi.   Det ligger i provinsen Muyinga, i den norra delen av landet, 130 km nordost om huvudstaden Bujumbura.
Omgivningarna runt Nyamugari är en mosaik av jordbruksmark och naturlig växtlighet. Runt Nyamugari är det tätbefolkat, med 266 invånare per kvadratkilometer.